# Stadtbahn van Bielefeld
De Stadtbahn van Bielefeld is een lightrailnetwerk dat de ruggengraat vormt van het openbaar vervoer in de Duitse stad Bielefeld. Het stadtbahnnetwerk bestaat uit sneltramlijnen die in het stadscentrum grotendeels in tunnels liggen en daarbuiten op maaiveld en daarbij veel gebruikmaken van vrije banen.
Met vier lijnen (1, 2, 3 en 4) is het netwerk relatief klein. Op het netwerk rijden de voertuigen van het gemeentelijke vervoersbedrijf moBiel. 
Het netwerk heeft een lengte van 38 kilometer. Van de 65 stations zijn 7 ondergronds.

## Geschiedenis
Zoals in andere steden in Duitsland, is het Stadtbahn-net ontstaan uit het lokale tramnet. De eerste paardentramlijn van Bielefeld werd in 1881 door de stad geëxploiteerd, maar werd al na zes maanden stopgezet vanwege een gebrek aan winstgevendheid. Vanaf 1886-1900 exploiteerde een particuliere omnibusbusdienst een iets korter traject met meer succes en in 1892 waren de diensten uitgebreid met andere routes. De eerste elektrische tram in Bielefeld ging in 1900 rijden, de tweede lijn volgde al in 1902. Mede dankzij de Eerste Wereldoorlog ging de derde lijn pas in 1928 rijden. 
Een geplande nieuwe vierde lijn Wellensiek - Centrum - Heepen waarvan in de Stapenhorststraße al rails waren gelegd kon vanwege de economische crisis aan het einde van de jaren twintig niet worden voltooid. In plaats van deze tram verscheen  een trolleybuslijn die in 1950 in het geheel in gebruik werd genomen en opgesplitst in lijn 4/14 om tussen 1964 en 1968 door dieselbussen te worden vervangen. Er zijn na de Tweede Wereldoorlog, in tegenstelling tot elders, nooit lijnen of trajecten opgeheven.

## Stadtbahn
De in het Teutoburgerwoud gelegen provinciestad, met slechts drie lijnen waarbij maximaal 22 dienstwagens werden ingezet, werd door de regering van de deelstaat Noordrijn-Westfalen als een "ballungsräume" bestempeld samen met het Rheinruhrgebied en Keulen/Bonn waarbij ruime financiële steun voor ombouw tot stadtbahn werd verleend waarbij de stad slechts 10-15% van de kosten hoefde te betalen. De overdreven grote investeringen in het kleine trambedrijf werden gerechtvaardigd met de reden dat Bielefeld door de deelstaat was aangewezen als noordelijke groeikern.
De bouw van het eerste ondergrondse deel begon in 1969; na precies twee jaar werd de eerste tunnel van 250 meter onder de Herforder Straße met het ondergrondse station Beckhausstraße in gebruik genomen. Wel bleef uit kostenoverweging het meterspoor gehandhaafd en werd een metersporig voertuig Stadtbahn-M ontwikkeld. Gelijktijdig werd een deel van de lijn naar Baumheide over een lengte van één kilometer in een tunnel gebracht. In 1978 volgde een verlenging van met 1,65 kilometer naar Milse en in 2015 uiteindelijk Altenhagen waarbij het tracé volgens stadtbahnorm kruisingsvrij werd aangelegd. Vooralsnog kon het éénrichtingsmaterieel blijven rijden omdat in Milse een tijdelijke keerlus werd aangelegd.   
Door een bouwstop kon pas in 1977 worden begonnen met de verdere bouw. De 
slogan "Bielefeld - de vriendelijke bouwplaats aan het Teutoburgerwoud" is daarbij nog steeds van toepassing. Op 28 april 1991 kon na de lange pauze de tunnel onder de binnenstad eindelijk worden geopend, waarmee het officiële begin van de Stadtbahn werd ingeluid. Om de tijdwinst door de tunnel niet te niet te doen verkochten de bestuurders geen kaartjes meer en kwamen er kaartautomaten. Alle nog aanwezige éénrichting Duewagtrams waren niet meer inzetbaar door de hoge eilandperrons in de tunnel, andere verhoogde perrons elders en een aantal kopeindpunten.
In 1995 werd lijn 3 in oostelijke richting verlengd van Sieker Mitte naar Stieghorst en in 2000 verscheen een nieuwe lijn 4 van het Rathaus naar de Universiteit en in 2002 naar Lohmannshof. De takken naar Stieghorst en Rathaus van de lijnen 3 en 4 werden in 2021 verwisseld zodat de nieuwste trams efficienter konden worden ingezet en oudere worden afgevoerd.

## Uitbreidingen
Er bestaat een uitbreidingsplan "moBiel 2030" waarbij de volgende voorstellen economische bevonden worden; 
- Verlenging van lijn 1 van Senne naar Sennestadt.
- Verlenging van lijn 4 van Stieghorst naar Hillegossen.

### Niet gerealiseerd
Een voorstel voor een nieuwe lijn 5 van het centrum nabij de Jahnplatz naar Heepen, mogelijk verder naar Sennestadt in aansluiting op de verlenging van lijn 1, is niet gerealiseerd. Het betrof een ca. 7 kilometer gewone tramlijn geëxploiteerd met lagevloertrams die vanaf het het eindpunt Dürkopp Tor 6 van lijn 3 moeten zou aftakken. Volgens de gemeente zou de aanleg een aanmerkelijke besparing op de exploitatie van de huidige buslijnen geven. De gemeente hield echter een referendum en de meerderheid van de bevolking bleek tegen het voorstel waarna moBiel het voorstel introk.

## Materieel
In Bielefeld is het gebruikelijk van elk tramtype de naam van de fabrikant aan te houden. Al het materieel is hogevloers en er zijn dan ook uitsluitend hoge perrons. De nieuwere wagens zijn boven de perronrand breder zodat een ruimer interieur mogelijk werd.  

### In dienst
- M8C: Van 1982 tot 1987 werden bij Duewag 44 gelede trams van het type M8C aangeschaft (516-559) voorzien van uitschuifbare klaptreden noodzakelijk bij haltering bij laag gelegen haltes. Aangezien enkele exemplaren zijn verkocht naar Polen of zijn gesloopt, zijn er nog 24 van in dienst.
- M8D: Van 1994 tot 1998 werden bij Duewag 36 gelede trams van het type M8D aangeschaft (560-595). Aangezien een exemplaar onherstelbaar beschadigd raakte, zijn er nog 35 van in dienst.
- MB4: In 1998 werden bij Duewag 5 bijwagens aangeschaft (511-515). Deze worden tussen twee wagens van het type M8D ingezet. De bijwagens hebben uitsluitend langsbanken en een eigen pantograaf.
- GTZ8-B: In 2011 en 2012 werden bij HeiterBlick 16 gelede trams van het type GTZ8-B aangeschaft. Tussen 2020–2023 werden 24 bijna identieke achtassers geleverd.

### Historisch
- Oorspronkelijk werd alleen met tweeassige tweerichtingwagens gereden. Tussen 1959 en 1962 werden vijf gelede wagens met zwevende middenbak met deuren samengesteld. De 206-210 waren samengesteld uit een motorwagen (22, 23, 21, 26 en 27) en een bijwagen (148, 146, 145, 157 en 158) met als bijnaam "Twee kamers met bad". De wagens waren ingericht voor passagierscirculatie. In 1968 werden de nog resterende wagens vernummerd in 797-800.
- In 1955 werden 4 Großraumwagens 301-304 en 2 bijwagens 401 en 402 aangeschaft. De motorwagens waren geschikt voor treinschakeling. Er volgde nog 6 bijwagens 403-408. Omdat treinschakeling niet werd ingevoerd werden de motorwagens verbouwd tot bijwagens 409-412 waarbij de motoren en elektrische installatie voor de gelede wagens werden gebruikt. Daarna volgde nog 4 bijwagens 413-416 en werden nu ingezet achter de enkelgelede wagens. Omdat het éénrichtingwagens waren konden ze alleen worden ingezet op lijn 1 die ten oosten van het Sennefriedhof een keerlus, de Sennewende-lus, bezat en in Schildesche een draaiende driehoek die in de steegjes van de dorpskern was gelegen. Na de instroom van de vervolgserie stadtbahnmaterieel werden de wagens overbodig en verkocht aan de OEG en aan Darmstadt of gesloopt.[3]
- Tussen 1957 en 1963 werden in totaal 39 enkelgelede Duewag trams in dienst gesteld met wagennummers 221-259. Voor de in 1963 uitgebrande 229 werd in 1965 een nieuw exemplaar met hetzelfde nummer gebouwd. Ook deze konden aanvankelijk alleen op lijn 1 worden ingezet en sinds 1960 op lijn 2. Op lijn 3 konden ze pas vanaf 1969 volledig worden ingezet na het gereed komen van een keerlus op beide eindpunten. In 1966 werden de 229 en 251-259 dubbelgeleed door toevoeging van een deurloze middenbak. Hierdoor konden de laatste tweeassers worden vervangen. Vanaf 1967 verdween de conducteur en werden de gelede wagens eenmanwagen waarbij stempelautomaten werden aangebracht. Ook de dubbelgelede wagens voerde soms een onbemande bijwagen mee. In 1968 werd de serie vernummerd in 801-839 waarbij de dubbelgelede wagens 801-810 werden. De créme kleur maakte plaats voor rood/wit. In 1975 werden ook de 841-845 dubbelgeleed. Na de instroom van de vervolgserie stadtbahnmaterieel werd een deel overbodig. De relatief nog niet zo oude wagens werden verkocht aan Wurzburg en Innsbruck (dubbelgeleed) en aan Innsbruck en Lodz (enkelgeleed). Na de instroom van de resterende stadtbahnwagens werden de meeste wagens verkocht maar bleven er nog enkele exemplaren als reserve beschikbaar. Vanaf 28 april 1991 was inzet van de éénrichtingwagens echter niet meer mogelijk. Er kwam een exemplaar terug uit Innsbruck als museumtram die op bepaalde tijden wordt ingezet tussen Sieker en Zenne maar niet aan de hoge perrons kan halteren maar aan lage geïmproviseerde haltes.[4]

- M8S: In 1976 kwamen een viertal metersporige stadbahnwagens (501-504) in dienst. Deze zijn eind jaren 80 aan Mainz verkocht omdat ze geen klaptreden hadden en verder te veel afweken van de vervolgserie en ombouw te veel zou kosten.

## Galerij

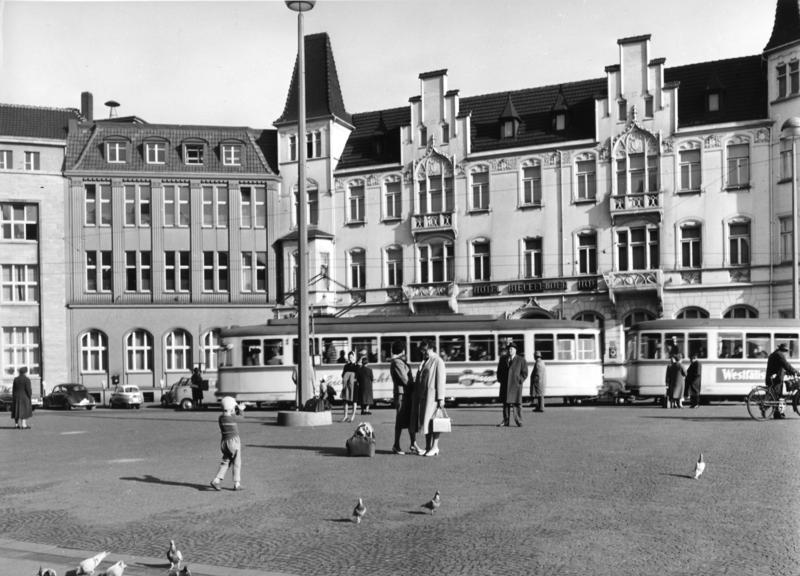
Motorwagen met bijwagen voor hotel Bielefelder hof in 1961
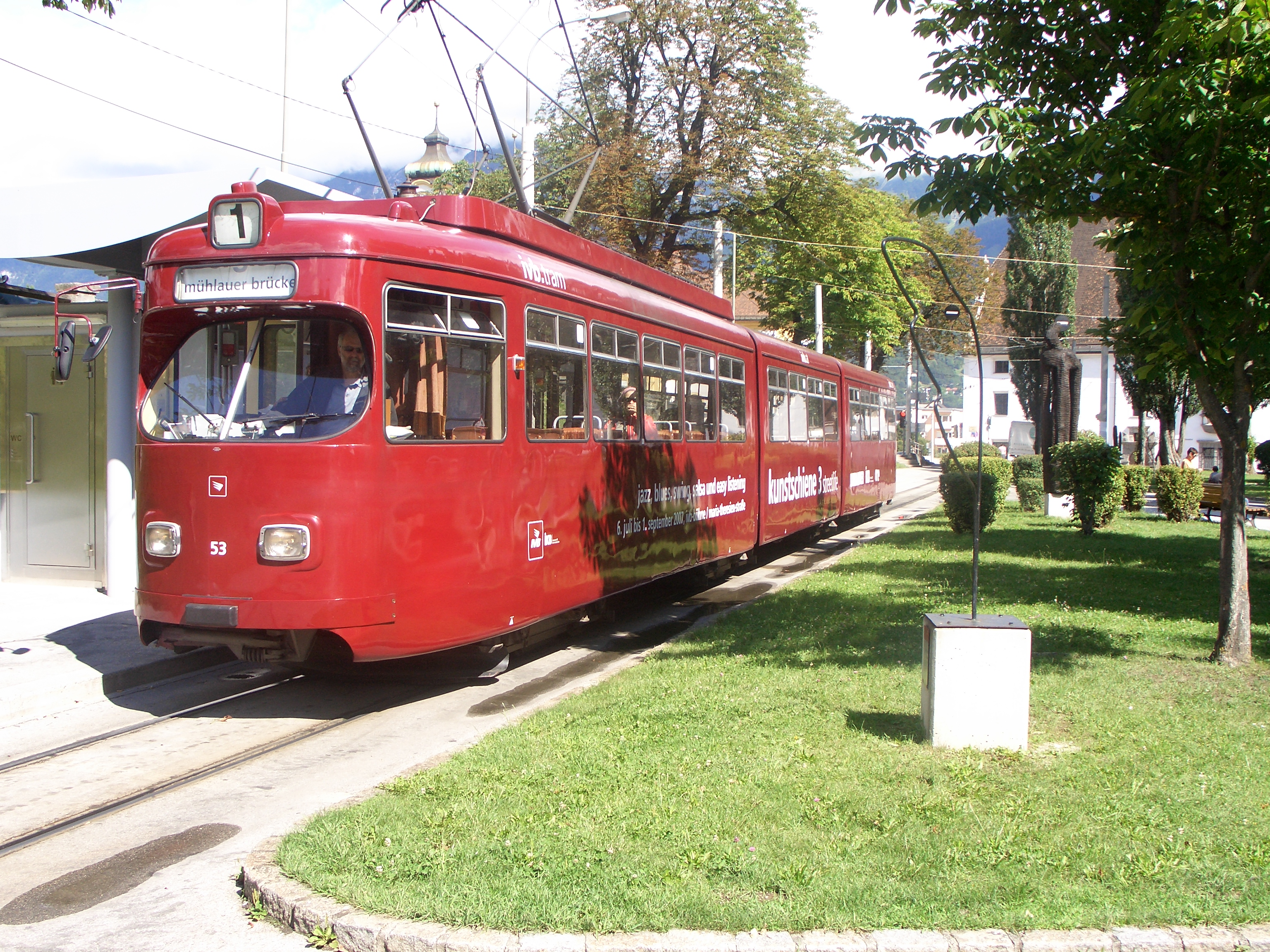
Duewag achtasser in Innsbruck
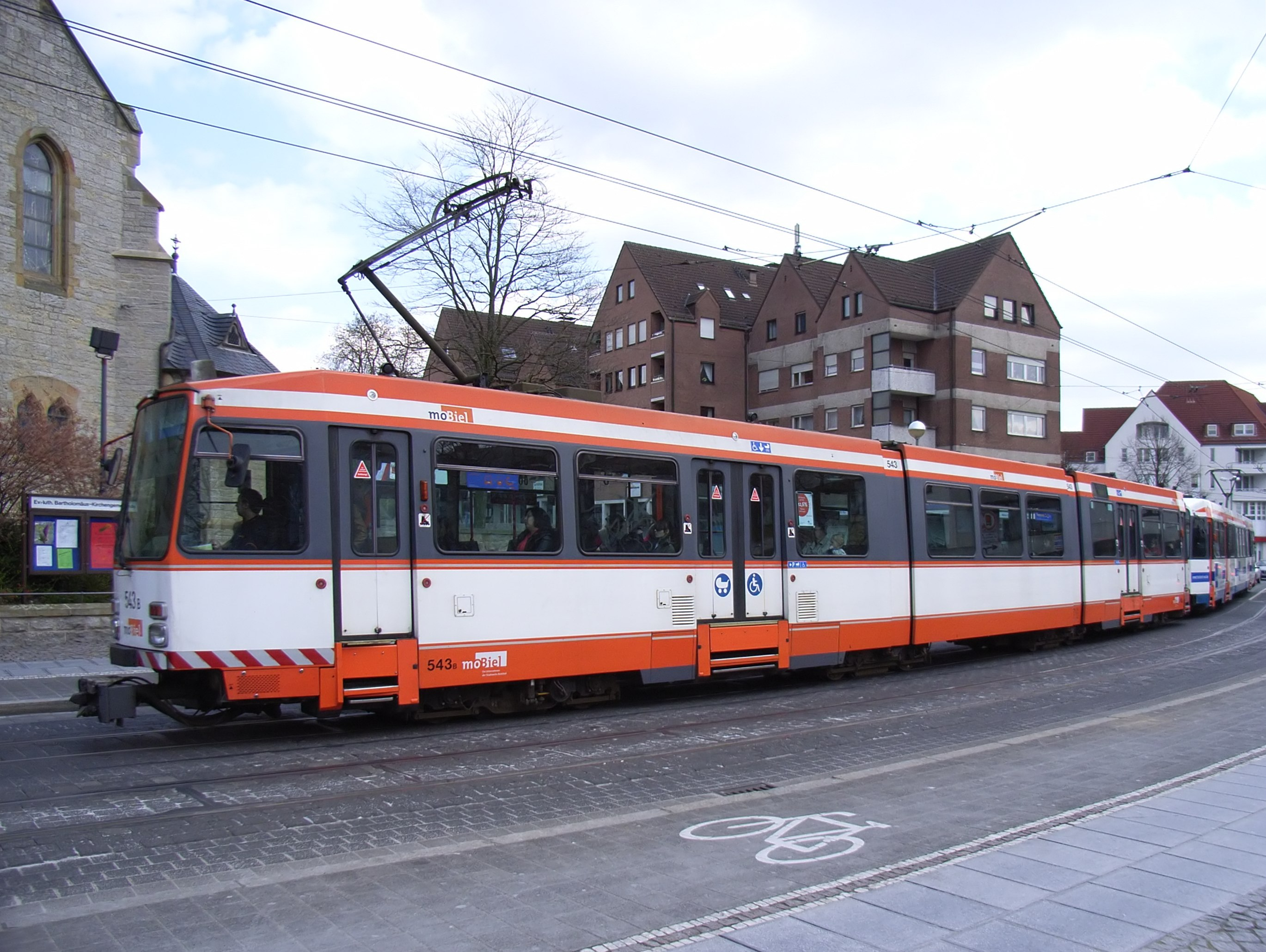
Stadtbahn wagen Type M8C
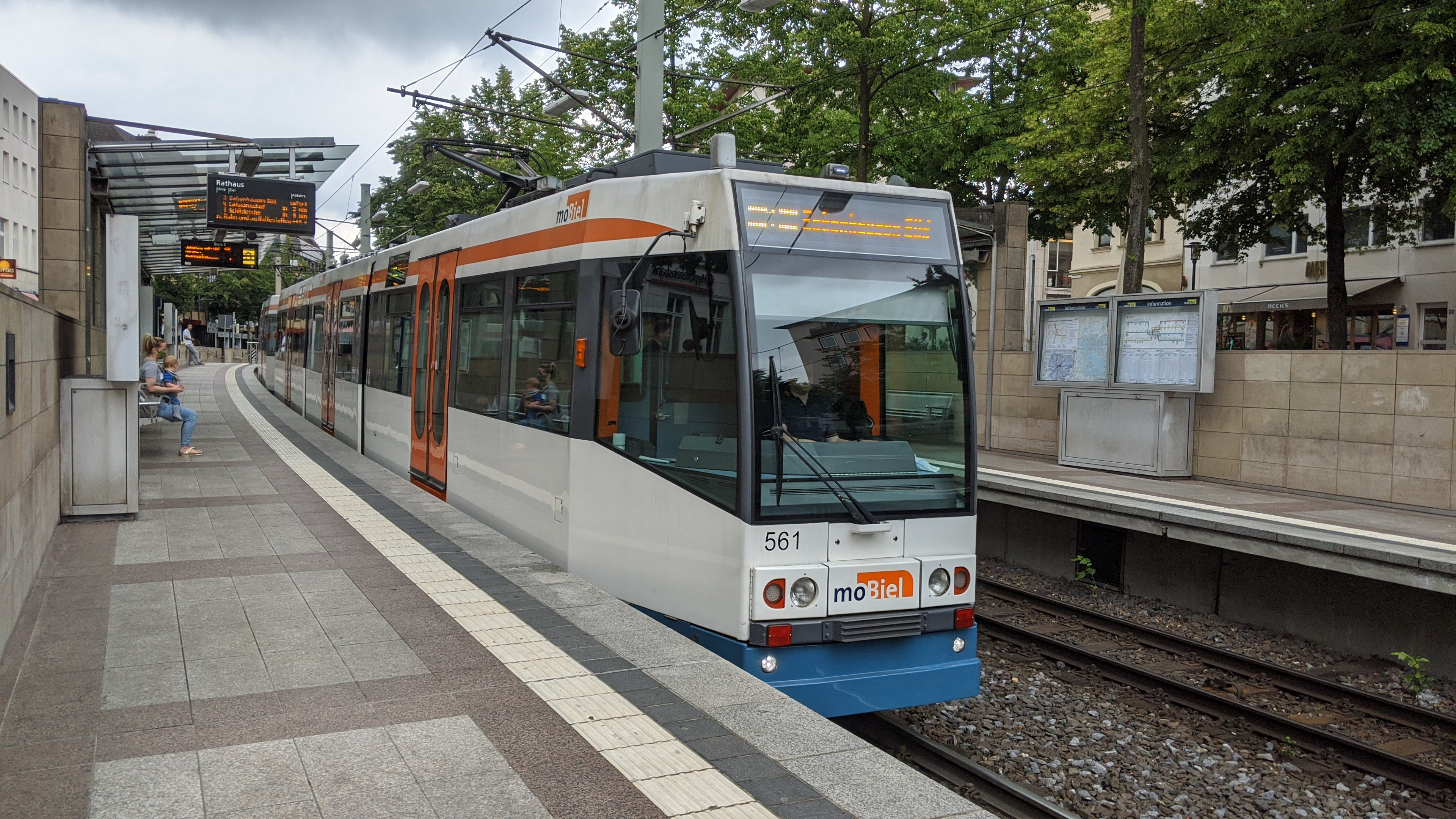
Stadtbahn wagen Type M8D
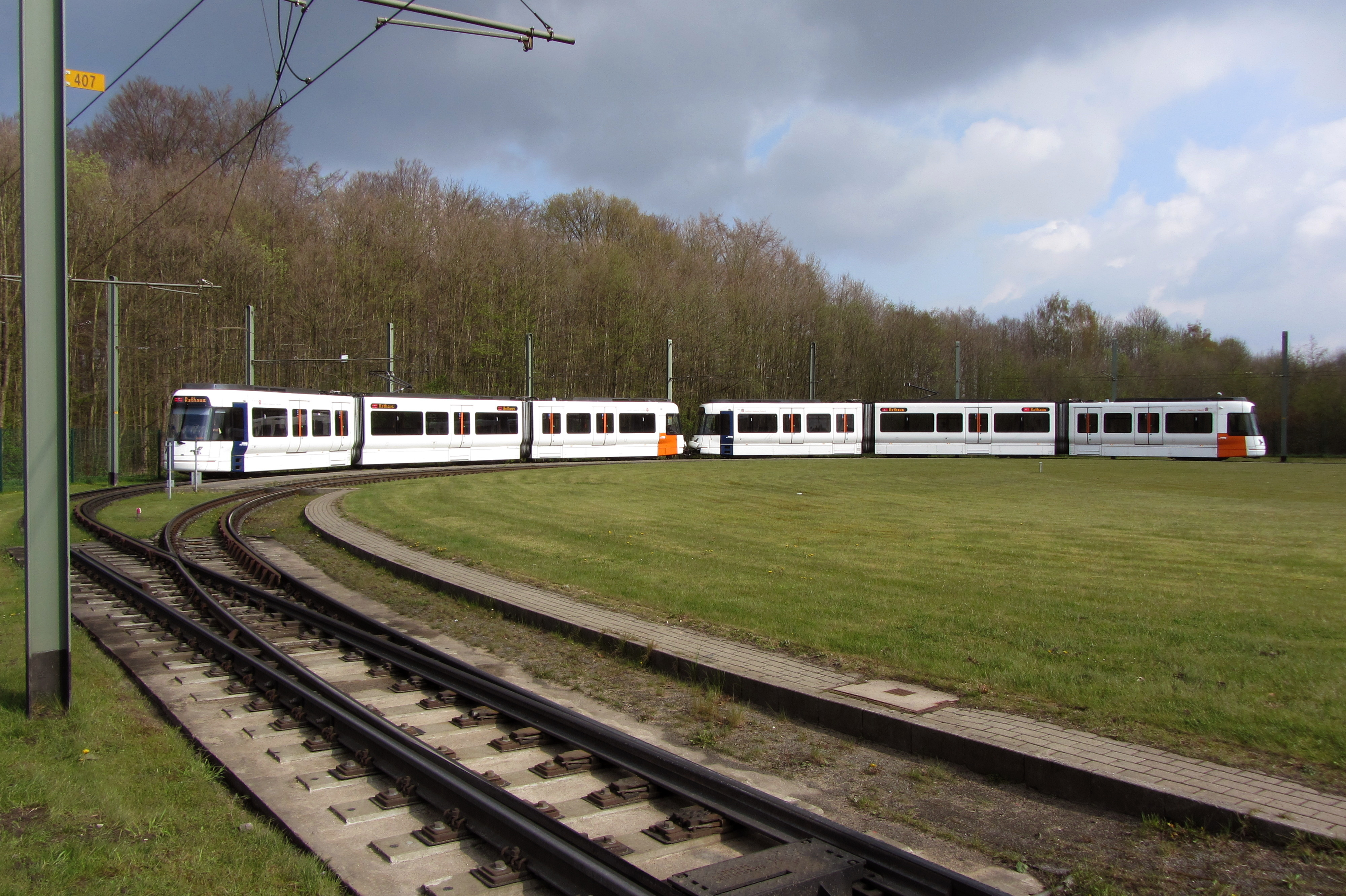
Lohmannshof
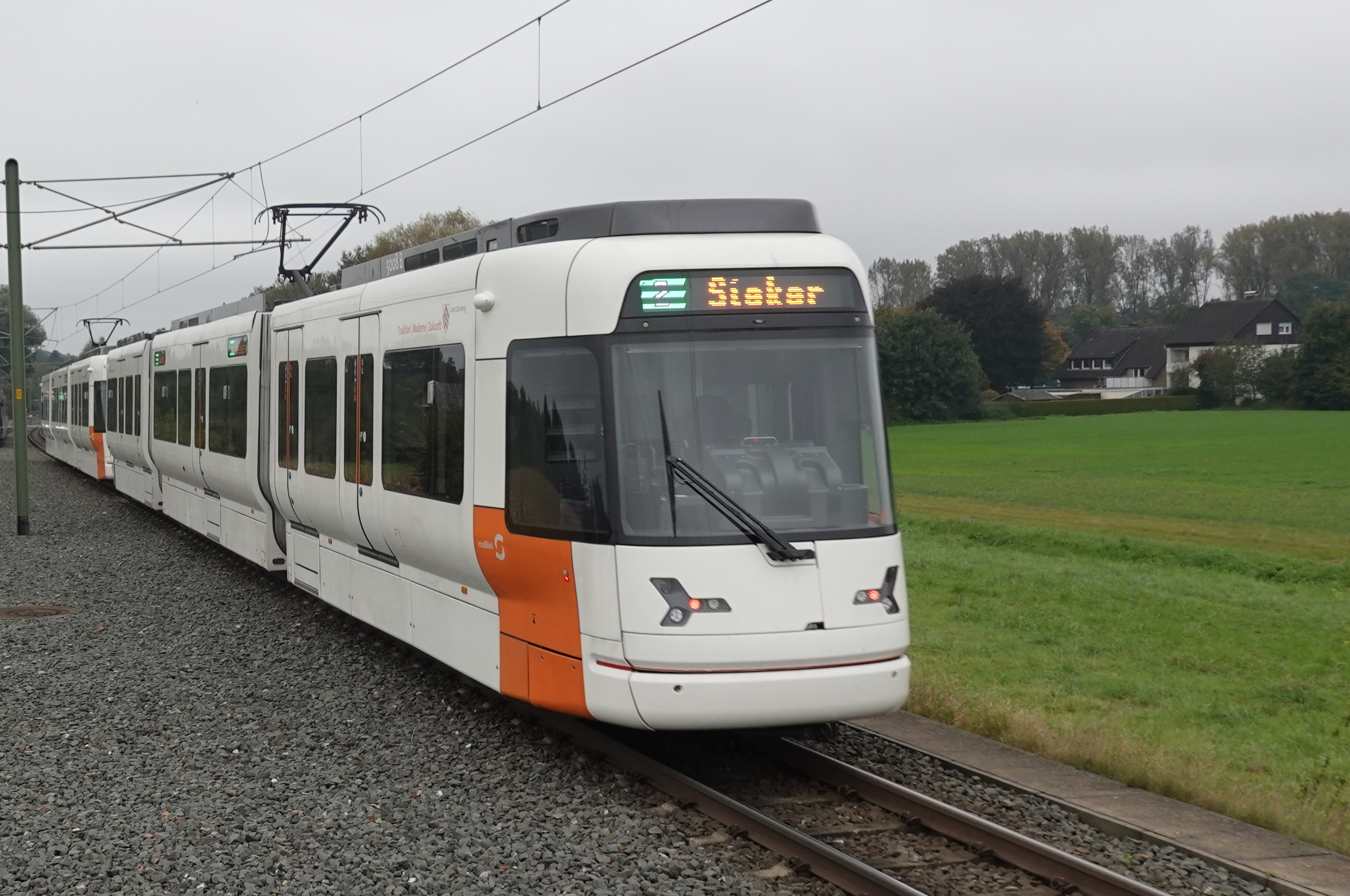
Stadtbahn wagen Type GTZ8-B